# St.-Gertrud-Kirche (Darłowo)

St.-Gertrud-Kapelle um 1910

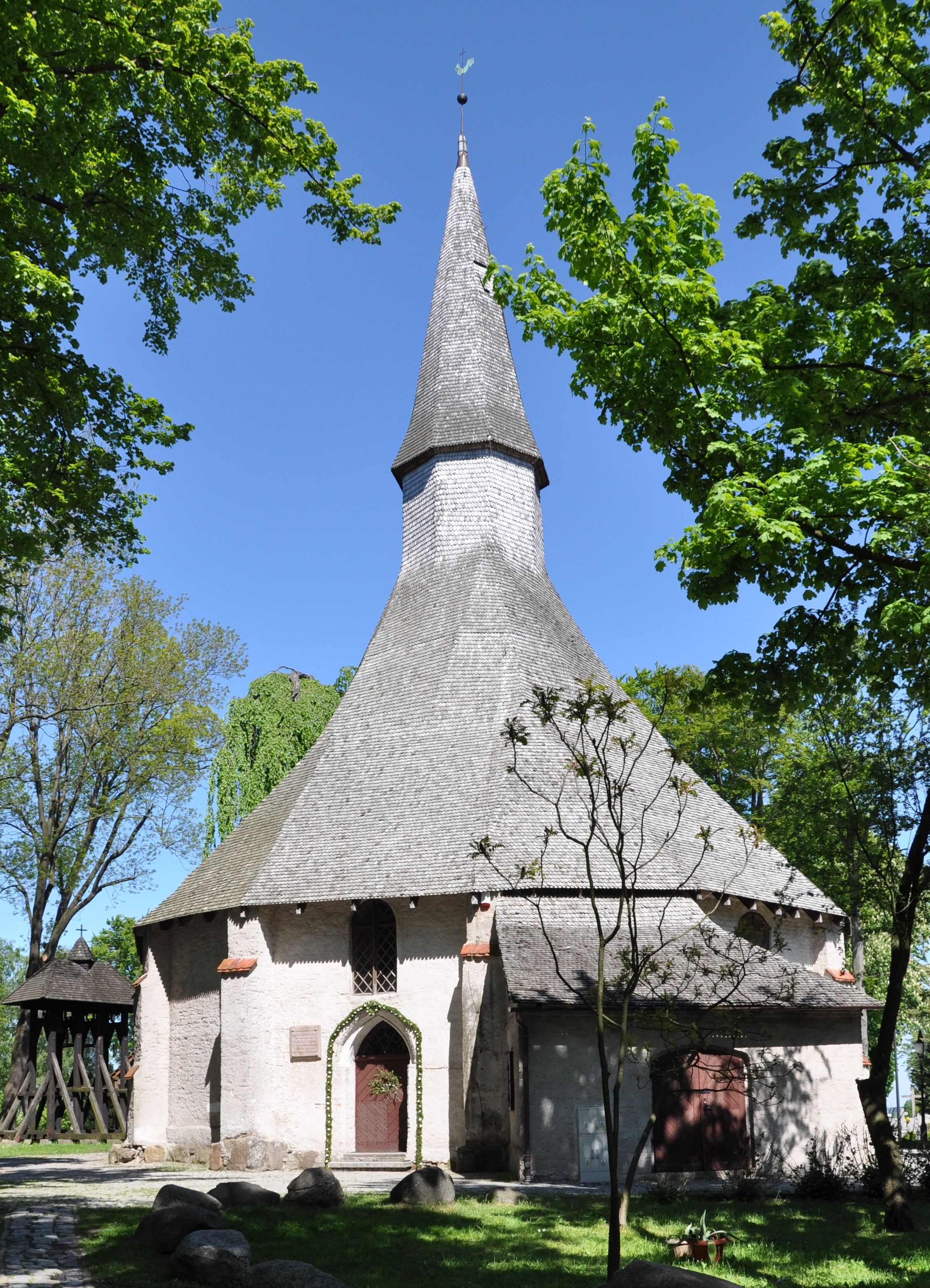
Die St.-Gertrud-Kirche in Darłowo im Jahre 2010 – kaum Veränderungen seit 100 Jahren

Die St.-Gertrud-Kirche (polnisch Kościół św. Gertrudy) in Darłowo (deutsch Rügenwalde), Woiwodschaft Westpommern in Polen ist als spätgotischer Zentralbau mit Zeltdach eine von vier pommerschen Spitalkirchen in polygonaler Bauform. Der auf einem Friedhof (bis 1945 Friedhof am Kopfberg) im Nordosten des Stadtgebietes an der ulica św. Gertrudy (bis 1945 Gertrudstraße) unweit der Ausfallstraße nach Ustka stehende Bau stammt aus dem beginnenden 15. Jahrhundert, war bis 1945 evangelisches Gotteshaus und ist heute eine katholische Pfarrkirche.

## Geschichte
In Pommern kamen gegen Ende des 14. Jahrhunderts die St.-Gertrud-Hospitäler auf, von denen etwa 35 bekannt sind. Zu ihnen gehörte auch das 1406 im damaligen Rügenwalde errichtete Gebäude, das der Fürsorge für Arme, Kranke und Reisende galt – im Sinne der Wohltäterin Gertrud von Nivelles († 659) in Brabant, der Namenspatronin des später als Kirche genutzten Bauwerks.
Die älteste urkundliche Erwähnung der Kirche findet sich in einem Gedicht von dem groten Storme in Pommern im Jahre 1497: Dat drüdde Schiff quam ever den Scherlacken up dei Hauven nach St. Gertrud. Dann erschien der Name erneut in einer Matrikel der von Herzog Barnim XI. (1501–1573) geleiteten Kirchenvisitation 1539 in Rügenwalde, und dann erst wieder 1620 gelegentlich einer Gehaltsfrage für den 3. Geistlichen der Rügenwalder Marienkirche, der an der St.-Gertrud-Kirche Dienst tat.

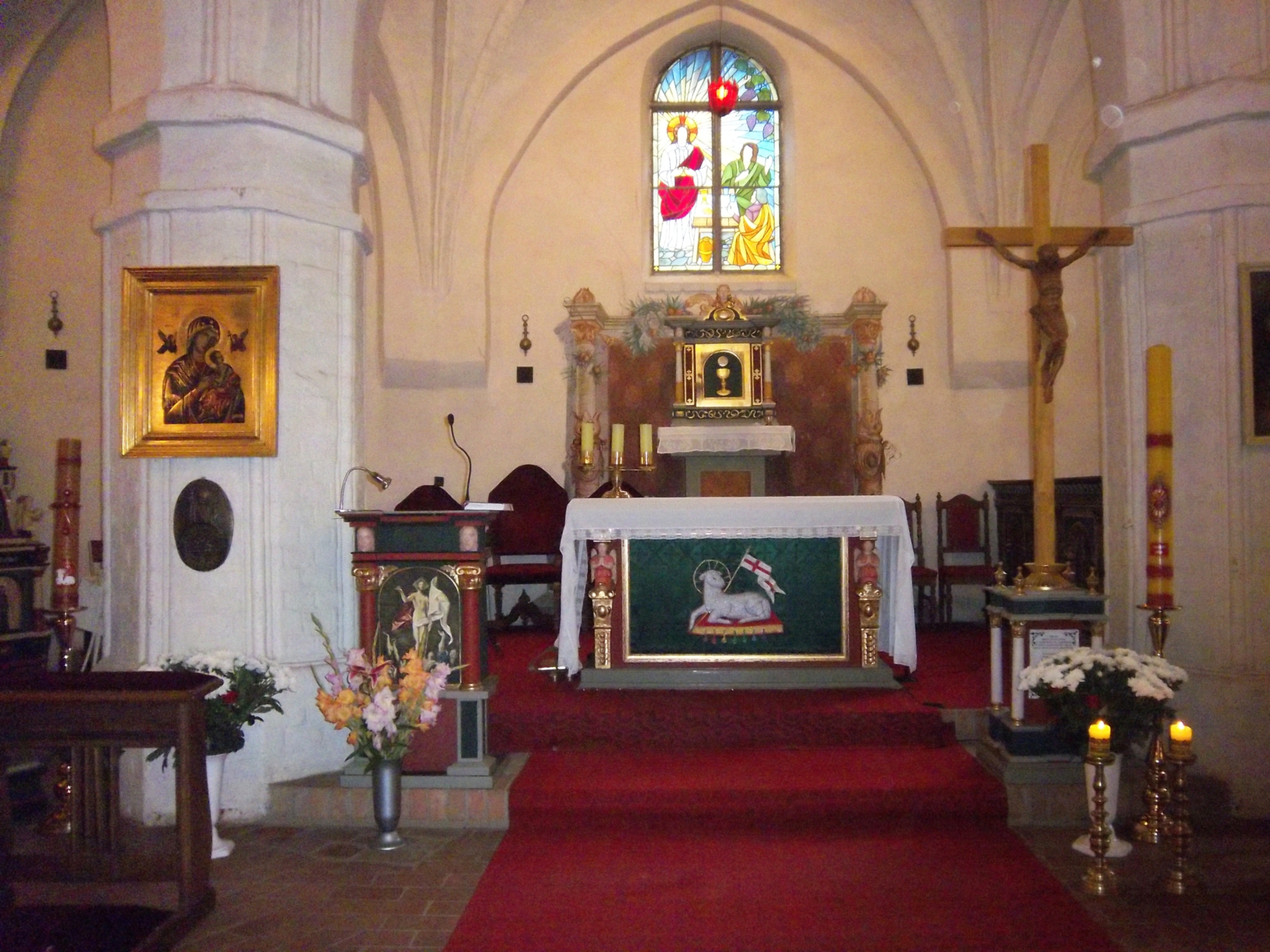
Im Kircheninneren im Jahre 2011: Blick auf den Altar

Zur Finanzierung der Kirche trugen im Laufe des 17. und 18. Jahrhunderts immer mehr die Gewerke, Zünfte und Behörden bei, die feste Plätze in der Kirche erhielten und neben dem Gestühl auch die anliegenden Fenster in gutem Zustand halten mussten. So gab es einen Magistratschor mit 24 Sitzen, ein Chorgestühl für Tischler, Tuchmacher und Schneider.
Eine Generalrenovierung erfolgte im Jahre 1912 nach den Plänen des Professor Sackur aus Danzig, wobei die Ausmalung Professor Max Kutschmann in Berlin übernahm. Damals stieß man überall auf alte Malereien, doch man entschloss sich, lediglich an der linken Seite der Osttür einen Teil freizulegen.

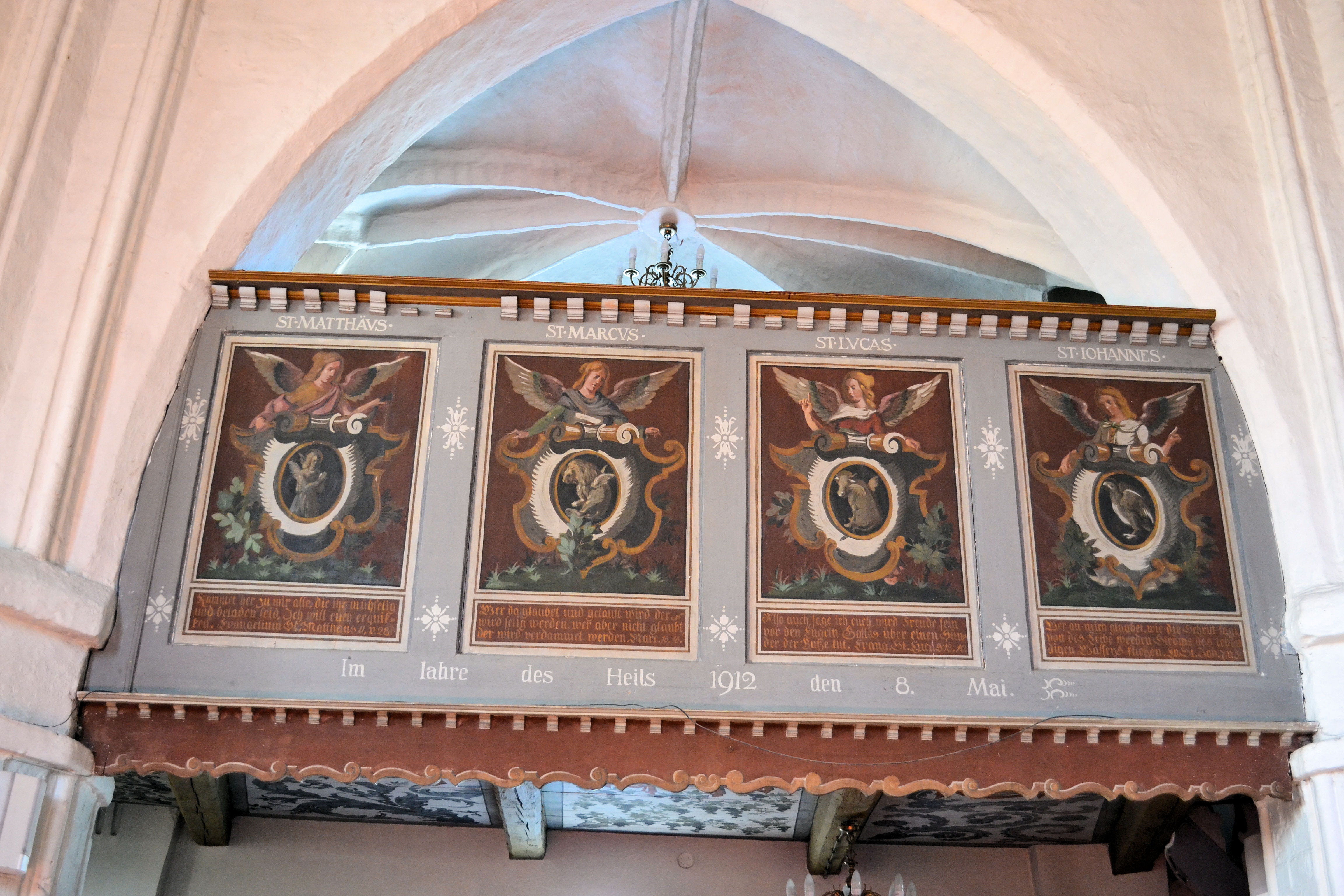
Die bemalte Brüstung des einstigen Schusterchores

Von der Reformation bis 1945 wurde die Kirche für Gottesdienste der evangelischen Gemeinde genutzt. Nach Übernahme der Rügenwalder bis 1945 ebenfalls evangelischen Marienkirche durch die Römisch-katholische Kirche in Polen wurde die St.-Gertrud-Kirche den noch in der Stadt verbliebenen Deutschen belassen, in der sie bis zur endgültigen Vertreibung Gottesdienste halten konnten. In der Folgezeit wurde die Kirche nicht, von 1961 bis 1990 als Friedhofskapelle genutzt, und heute ist sie Pfarrkirche der am 26. Juli 1990 errichteten Parafia św. Gertrudy w Darłowie (Pfarrgemeinde St. Gertrud in Darłowo). Am 10. August 1997 erhielt sie dazu die Weihe.
Bis zum Ende des Zweiten Weltkrieges gehörte die St.-Gertrud-Kirche zur Marienkirchengemeinde in Rügenwalde und damit zum evangelischen Kirchenkreis Rügenwalde in der Kirchenprovinz Pommern der Kirche der Altpreußischen Union. Die heutige Pfarrgemeinde in Darłowo ist Teil des katholischen Dekanats Darłowo im Bistum Koszalin-Kołobrzeg (Köslin-Kolberg) der Katholischen Kirche in Polen.

## Architektur

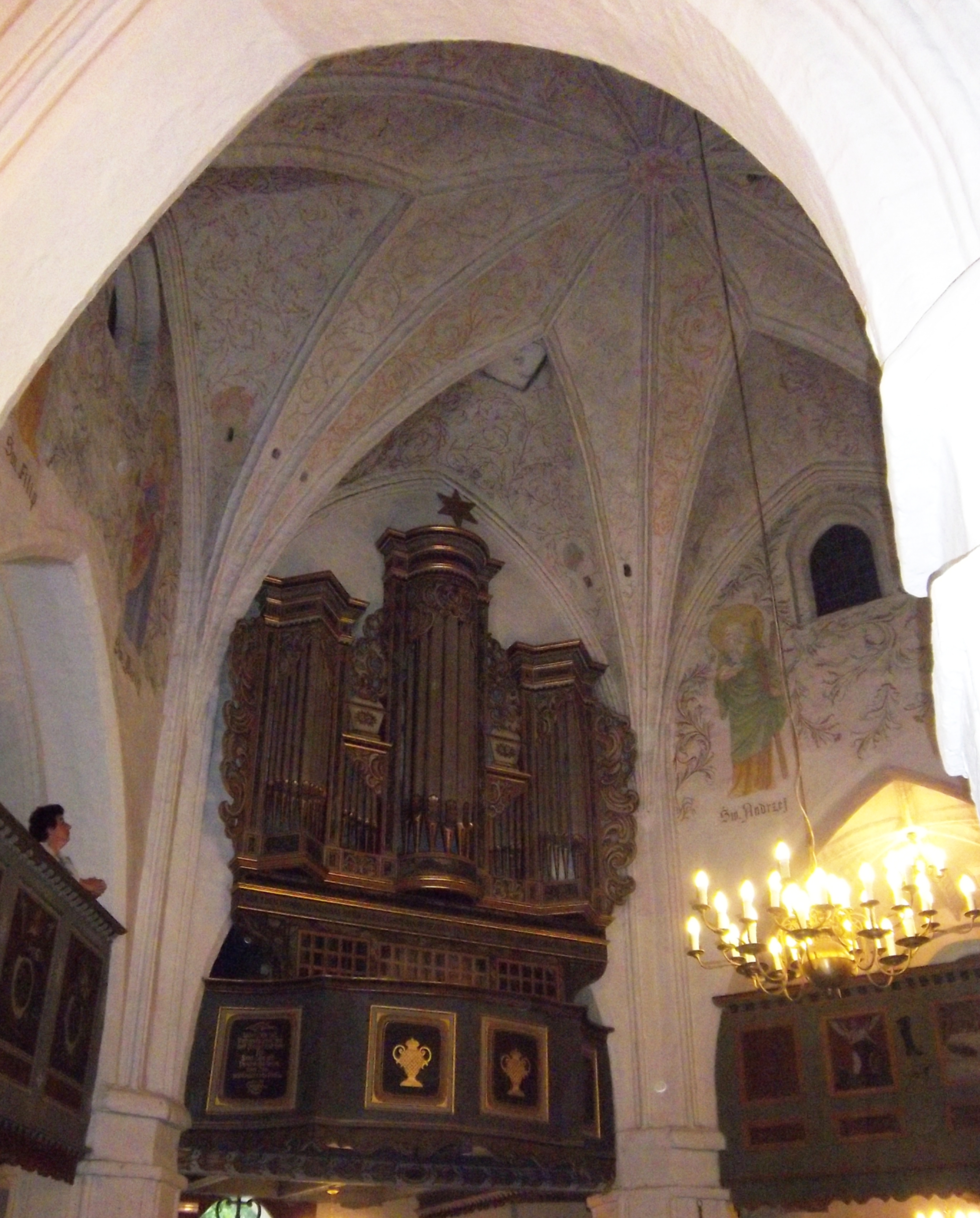
Der Orgelprospekt von 1860

Bei der St.-Gertrud-Kirche handelt es sich um einen spätgotischen Zentralbau, von denen es in Pommern noch drei weitere gibt: die ebenfalls zwölfeckige Gertrudenkapelle in Wolgast, die oktogonale Gertraudenkapelle in Koszalin (Köslin) und die St. Georgskapelle in Słupsk (Stolp).
In der Kirchenmitte befindet sich ein sechseckiger höherer Hauptraum, dem die Seitenräume als Umgang zugeordnet sind. Der Hauptraum wird durch sechs achteckige Pfeifer mit feinen Eckprofilen gebildet, die durch einfache Spitzbögen verbunden sind.
Vom 26. Mai bis 30. August 1860 wurde das Gotteshaus innen vollständig weiß getüncht. Bei dieser Gelegenheit verschwand die farbige Ausmalung, darunter auch ein Gemälde der Hl. Gertrud.

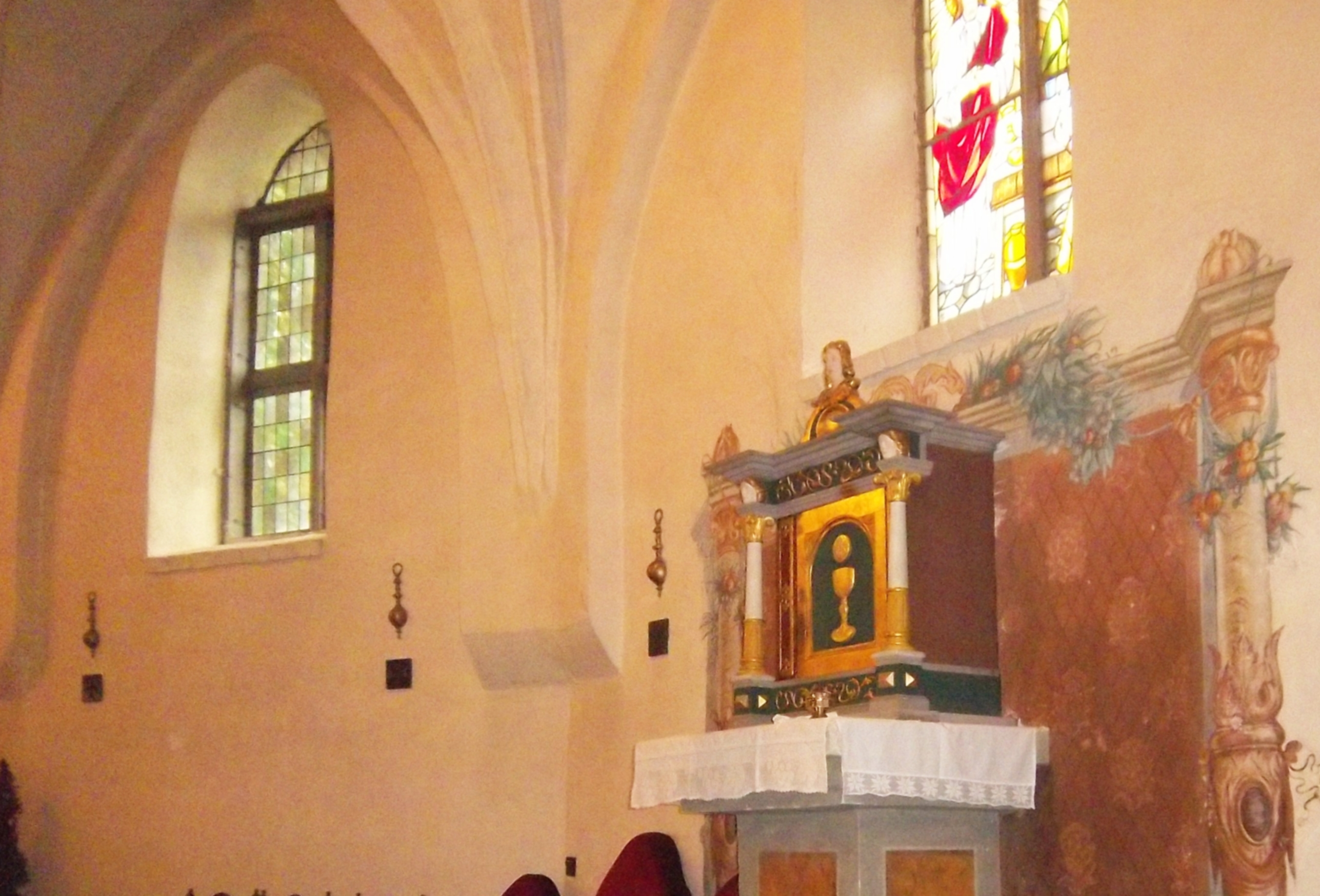
Der Altar im Jahre 2011

Die Kirche hat drei Emporen („Chöre“): den Frei-, den Orgel- und den Schusterchor. Der Freichor wurde 1764 erneuert. Die Wandmalereien des Schusterchores waren bis 1912 verdeckt, einige konnten wieder freigelegt werden.
Zu den bemerkenswerten Ausstattungsgegenständen gehörte bis 1945 der Altar, der eine von Säulen gerahmte Darstellung des Abendmahls Jesu zeigte. Wann der Altar entstand, ist nicht bekannt, wohl aber schien er nur der Teil eines wesentlich größeren Altares gewesen zu sein. Der Altar wurde nach 1945 verändert, lediglich die beiden Säulen sind noch erkennbar.
Im Zusammenhang mit der Renovierung 1860 stiftete der Reeder Kommerzienrat Eduard August Hemptenmacher der Kirche eine Orgel, die von der Orgelbauwerkstatt Johann-Friedrich-Schulze-Söhne in Paulinzella (Thüringen) erstellt wurde.
Die Kanzel gehörte zu den Glanzstücken der barocken Holzarchitektur des 17. Jahrhunderts. Sie stammte aus der Schlosskirche in Rügenwalde, die 1805 stillgelegt wurde. Der Kanzelkorb, zu dem ein reich verzierter Aufgang führte, wurde von einer Engelsfigur getragen. Im oberen Teil wurden in fünf Feldern Mose, David, Daniel, Elija und Elischa dargestellt. Zwischen den Bildern waren die Symbole der vier Evangelisten (Mensch/Matthäus, Löwe/Markus, Stier/Lukas und Adler/Johannes) zu sehen. Außerdem befanden sich an Kanzel und Kanzeltreppe Porträts des herzoglichen Hofstaates. Zwischen Kanzel und Schalldeckel war an einer Säule das Wappen Pommerns angebracht. Die Kanzel ist in der Kirche heute nicht mehr vorhanden.